# Klein heksenkruid
Klein heksenkruid (Circaea × intermedia) is een vaste plant uit de teunisbloemfamilie (Onagraceae). Het is de steriele bastaard van groot heksenkruid en alpenheksenkruid. De plant komt in Nederland voor in Middachten en Winterswijk. In België is de soort zeer zeldzaam in het Maasgebied en in de Ardennen.

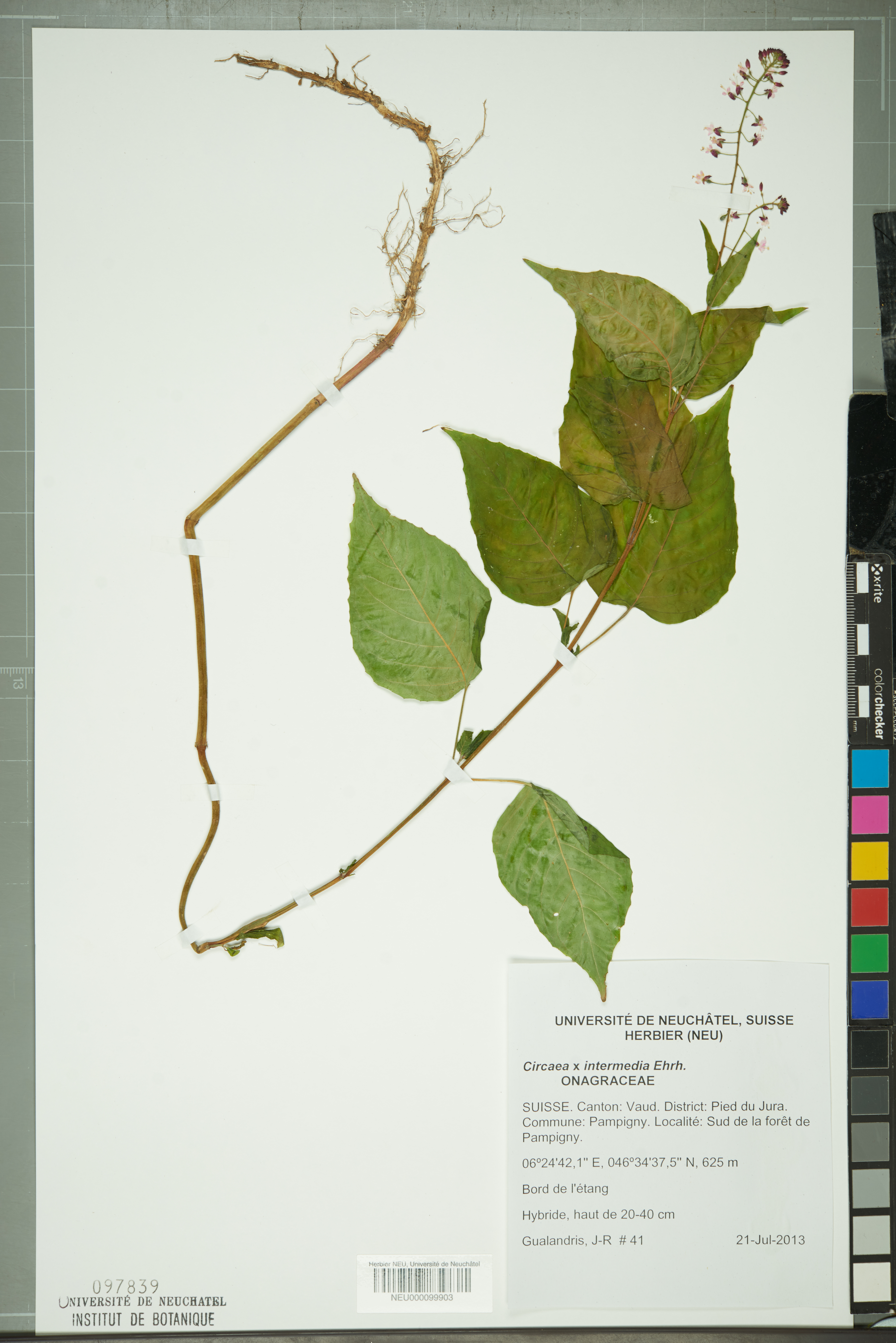
Herbariumexemplaar

## Ecologie
Klein heksenkruid staat op licht tot matig beschaduwde, vochtige, stikstofrijke, zwak zure tot kalkhoudende zandgrond. Ze groeit in loof- en naaldbossen, in struwelen en aan zandige oevers van bosbeken. De bastaard vormt geen goed stuifmeel en blijft doorbloeien zonder goed zaad te zetten. Wel vindt er sterke vegetatieve uitbreiding plaats door de loslatende winterknoppen. Ze wordt ook als tuinplant te koop aangeboden en verwildert makkelijk uit weggeworpen tuinafval. Klein heksenkruid is door zijn steriliteit en de 2-lobbige stempel goed te onderscheiden. Evenals alpenheksenkruid heeft deze soort vroeger een rol gespeeld bij hekserij en toverkunst en werd medicinaal gebruikt.

## Verspreiding
Een noordelijke uitloper van het Midden-Europese deel van het areaal bereikt nog juist Nederland. De natuurlijke vindplaatsen in Nederland, waar de plant overigens slechts door groot heksenkruid vergezeld wordt, zijn beperkt tot vochtig loofbos langs beken en betreffen momenteel Middachten en Winterswijk. Lang geleden werd Klein heksenkruid ook aangetroffen in Zuid-Limburg.